# Martin Stöhr
Martin Stöhr (* 30. August 1932 in Singhofen; † 4. Dezember 2019) war ein deutscher evangelischer Theologe, Hochschullehrer, Akademiedirektor und Vorsitzender von Institutionen des christlich-jüdischen Dialogs.

## Leben und Wirken
Martin Stöhr war Sohn eines Pfarrerehepaars und absolvierte das Abitur in Bad Ems. Er studierte von 1951 bis 1956 Evangelische Theologie und Soziologie in Mainz, Bonn und bei Karl Barth in Basel. Aus der Studienzeit in Bonn stammte auch die persönliche Freundschaft mit dem Theologen Helmut Gollwitzer, der ihn stark prägte.
Vikariate machte er in Rüsselsheim und in Ost-Berlin, dann wurde er nach der Ordination Pfarrer in Wiesbaden-Amöneburg. Von 1961 bis 1969 war er Studentenpfarrer an der Technischen Universität von Darmstadt. Von 1968 bis 1985 gehörte Stöhr der Landessynode der Evangelischen Kirche in Hessen und Nassau an. Von 1969 bis 1986 übte er das Amt des Direktors der Evangelischen Akademie Arnoldshain aus. Von 1986 bis 1997 lehrte er ohne Promotion, aber mit der kurz zuvor verliehenen Ehrendoktorwürde (Heidelberg) an der Universität-Gesamthochschule Siegen theologische Fächer wie Ökumene, interreligiösen Dialog oder Theologiegeschichte des 20. Jahrhunderts. Etwa Mitte der 1990er Jahre verlieh die Universität-GH-Siegen ihm eine Ehrenprofessur.
Früh schon galt sein Interesse den jüdischen Wurzeln der christlichen Theologie, und er trat deshalb zeit seines Lebens für den christlich-jüdischen Dialog und Versöhnung ein. Bereits 1964 reiste er ein erstes Mal nach Israel, 1985 auf Einladung des damaligen Staatspräsidenten Chaim Herzog. Von 1965 bis 1984 war er der evangelische Vorsitzende des Deutschen Koordinierungsrates der Gesellschaften für christlich-jüdische Zusammenarbeit (DKR), Pater Willehad Paul Eckert und Landesrabbiner Nathan Peter Levinson waren seine Kollegen im Vorsitz. Unter seinem Vorsitz sprach sich der Rat bereits 1971 grundsätzlich für den Verzicht der Kirchen auf die sogenannte Judenmission aus, und er war an der Überarbeitung von Schulmaterial zum Judentum beteiligt. Dabei unterzog er auch solche sonst von ihm geschätzten Persönlichkeiten wie den Widerstandskämpfer der Bekennenden Kirche, Martin Niemöller, einer Kritik wegen dessen Verhaftetsein in antisemitischen Denkmustern.
Stöhr gehörte auch der Studienkommission Juden und Christen der Evangelischen Kirche in Deutschland an, die bereits 1975 und auch 1991 Denkschriften zur Aussöhnung veröffentlichten. Er war zudem Vorstandssprecher der Arbeitsgemeinschaft Juden und Christen beim Deutschen Evangelischen Kirchentag. 1978 war er Mitbegründer des Programms Studium in Israel, an dem über 500 Theologiestudierende aus Deutschland, Tschechien, Österreich und der Schweiz an der Hebräischen Universität in Jerusalem ein Jahr studieren konnten. Von 1990 bis 1998 war er Präsident des „International Council of Christians and Jews“ (ICCJ) und später deren Ehrenpräsident.
Stöhr war seit 1961 Mitglied der Christlichen Friedenskonferenz und nahm an den ersten beiden Allchristlichen Friedensversammlungen 1961 und 1964 in Prag teil. 1964 wurde er in ihren Beratenden Ausschuss gewählt. Stöhr war auch aktiv in der bundesdeutschen Friedensbewegung gegen Atomwaffen beteiligt. In den 1990er Jahren übernahm er den Vorsitz in der Martin-Niemöller-Stiftung. In dieser Eigenschaft trat er auch als Redner bei Kundgebungen zum Antikriegstag auf.
Er lebte seit seiner Pensionierung in Bad Vilbel.

## Lehre
Für Stöhr ist das Neue Testament genau genommen ein Midrasch, eine weiterführende Auslegung zum Alten Testament, der jüdischen Bibel. Als Christ verstehe er die jüdische Bibel als eigenständige und gleichberechtigte Stimme neben dem Neuen Testament, die nicht abgewertet oder vereinnahmt werden dürfe. Sie ist für ihn nicht nur Verheißung, Gesetz, Vorgeschichte oder Antithese, die oft als vorläufig und unvollständig verstanden wurden, sondern Erzählung von Gottes Geschichte mit dem Volk Israel. Die überhebliche Annektierung der unwiderruflichen Erwählung Israels durch die christliche Kirche müsse beendet, bereut und aufgearbeitet werden; zudem seien Begriffe wie Volk, Land und Staat Israel klar zu unterscheiden. Für Christen sei zudem die Tat der Christusnachfolge mehr zu beachten als die Lehre der Christologie, die uns von den Juden trenne.

## Ehrungen
- 1983: theologische Ehrendoktorwürde der Universität Heidelberg für seine Verdienste im jüdisch-christlichen Gespräch
- 1984: Hedwig-Burgheim-Medaille der Stadt Gießen
- 1995: Ehrenprofessur der Universität-Gesamthochschule Siegen
- 2016: Martin-Niemöller-Medaille der Evangelischen Kirche in Hessen und Nassau[6]

## Schriften
- Auf einem Weg ins Lehrhaus. Lembeck, Frankfurt am Main 2009.
- Dreinreden. Foedus, Wuppertal 1997.
- „Wer diese meine Rede hört und tut sie …“ Foedus, Wuppertal 1997.
- Beiträge zum Katharina-Luther-Haus in Torgau. Torgauer Geschichtsverein, Torgau 1997.
- Juden, Christen und die Ökumene. Spener, Frankfurt am Main 1994.
- Das Gedächtnis nicht verlieren. Universität, Paderborn 1993.
- Lernen in Jerusalem, Lernen mit Israel. Institut Kirche und Judentum, Berlin 1993.
- Schuld bekennen – Schuld vermeiden? Evangelische Akademie Arnoldshain, Schmitten 1988.
- Die erste Reformation. Haag und Herchen, Frankfurt am Main 1987.
- Was wirkt in der Kirche? Evangelische Akademie Arnoldshain, Schmitten 1986.
- Vergrabene Gifte. Evangelische Akademie Arnoldshain, Schmitten 1986.
- Von der Verführbarkeit der Naturwissenschaft. Haag und Herchen, Frankfurt am Main 1986.
- Ziviler Ungehorsam und rechtsstaatliche Demokratie. Haag und Herchen, Frankfurt am Main 1986.
- Zur biblischen Begründung sozialethischen Handelns. Haag und Herchen, Frankfurt am Main 1985.
- Das Erbe der Bekennenden Kirche. Haag und Herchen, Frankfurt am Main 1983.
- Abrahams Kinder. Haag und Herchen, Frankfurt am Main 1983.
- Leben – Zusammenleben – Überleben. Haag und Herchen, Frankfurt am Main 1983.
- Judentum im christlichen Religionsunterricht. Haag und Herchen, Frankfurt am Main 1983.
- Theologische Ansätze im religiösen Sozialismus. Haag und Herchen, Frankfurt am Main 1983.
- Jüdische Existenz und die Erneuerung der christlichen Theologie – Versuch der Bilanz des christlich-jüdischen Dialogs für die Systematische Theologie (= Abhandlungen zum christlich-jüdischen Dialog. Band 11). Kaiser, München 1981 (mit Clemens Thoma).
- Zionismus. Kaiser, München 1980.
- Leben und Glauben nach dem Holocaust. Radius-Verlag, Stuttgart 1980.
- Erinnern, nicht vergessen. Kaiser, München 1979.
- Bedingungen des Lebens. Evangelische Akademie Arnoldshain, Arnoldshain/Taunus 1975.
- Disputation zwischen Christen und Marxisten. Chr. Kaiser, München 1966.
- Dimensionen des Friedens. Reich, Hamburg-Bergstedt 1961.